# Eryk Żelazny
Eryk Żelazny (* 12. Dezember 1943 in Lobfelde) ist ein ehemaliger polnischer Leichtathlet, der sich auf den Mittelstreckenlauf spezialisiert hat. Seinen größten Erfolg feierte er mit dem Gewinn der Bronzemedaille über 800 Meter bei den Halleneuropameisterschaften 1990 in Glasgow.

## Sportliche Laufbahn
Erste internationale Erfahrungen sammelte Eryk Żelazny vermutlich im Jahr 1966, als er bei den Europameisterschaften in Budapest mit 1:50,2 min in der ersten Runde im 800-Meter-Lauf ausschied. 1969 kam er bei den Europameisterschaften in Athen mit 3:57,8 min nicht über die Vorrunde über 1500 Meter hinaus und im Jahr darauf gewann er bei den Halleneuropameisterschaften in Wien mit der polnischen Sprintstaffel in 6:18,6 m gemeinsam mit Edmund Borowski, Stanisław Waśkiewicz und Kazimierz Wardak die Silbermedaille hinter dem sowjetischen Team.